# ستون ممنوع
ستون ممنوع نامی باستانی بوده که به یکی از مجسمه‌های غول پیکر فرعون آمنوفیس II، نزدیک تبس مصر میان نیل و دره شاهان، آن سوی رودخانه کارناک، اطلاق می‌شد. گفته می‌شود هنگامی که اولین پرتوهای خورشید در پگاه به مجسمه فرسایش یافته می‌خورد، اصوات موسیقی تولید می‌کرد، پدیده‌ای که دیرتر، پس از آسیب دیدن مجسمه بر اثر زلزله متوقف شده است.